# Toloriu
Toloriu – miejscowość w Hiszpanii, w Katalonii, w prowincji Lleida, w comarce Alt Urgell, w gminie El Pont de Bar.
Według danych INE w 2020 roku liczyła 16 mieszkańców – 11 mężczyzn i 5 kobiet. 